# بادين أباد بيران
بادين‌ أباد بيران هي قرية في مقاطعة بيرانشهر، إيران. عدد سكان هذه القرية هو 518 في سنة 2006.